# Mateo Bajamich
Mateo Bajamich (Morrison, 3 agosto 1999) è un calciatore argentino, attaccante dell'Atl. Tucumán.

## Biografia
Ha origini croate tramite il bisnonno Marin Bajamić, di nazionalità jugoslava. Nel 2020 ha ricevuto ufficialmente la cittadinanza croata.

## Caratteristiche tecniche
Di ruolo ala destra, può giocare anche come centravanti.

## Carriera
Bajamich è cresciuto nel settore giovanile dell'Instituto (C) ed ha debuttato in prima squadra il 23 febbraio 2019 nell'incontro di Primera B Nacional perso 3-2 contro il Nueva Chicago. Il 21 aprile seguente ha segnato il suo primo gol fissando il punteggio sul definitivo 1-1 contro il Gimnasia (M) e l'8 maggio seguente ha firmato il suo primo contratto professionistico. La stagione successiva si è imposto come centravanti titolare segnando 9 gol in 21 partite ed attirando l'interesse dello Houston Dynamo, che il 5 ottobre 2020 lo ha acquistato a titolo definitivo lasciandolo in prestito ai biancorossi fino al 31 gennaio 2021. Ha debuttato in MLS il 16 maggio 2021 nell'incontro perso 3-1 contro il Colorado Rapids.
Il 28 gennaio 2022 è stato ceduto in prestito con diritto di riscatto all'Huracán fino a dicembre. Il 7 novembre il club statunitense non ha esercitato l'opzione per il rinnovo del contratto lasciando il giocatore svincolato. Il 16 gennaio 2023 ha firmato con l'Estudiantes (RC), facendo quindi ritorno in Primera B Nacional. Con il club biancoblu ha giocato una stagione da protagonista segnando 8 gol in 41 partite ed il 12 gennaio 2024 è stato acquistato dall'Atl. Tucumán.

## Statistiche

### Presenze e reti nei club
Statistiche aggiornate al 9 agosto 2024.
| Stagione        | Squadra          | Campionato      | Campionato | Campionato | Coppe nazionali | Coppe nazionali | Coppe nazionali | Coppe continentali | Coppe continentali | Coppe continentali | Altre coppe | Altre coppe | Altre coppe | Totale | Totale | Totale |
| Stagione        | Squadra          | Comp            | Pres       | Reti       | Comp            | Pres            | Reti            | Comp               | Pres               | Reti               | Comp        | Pres        | Reti        | Pres   | Reti   |        |
| --------------- | ---------------- | --------------- | ---------- | ---------- | --------------- | --------------- | --------------- | ------------------ | ------------------ | ------------------ | ----------- | ----------- | ----------- | ------ | ------ | ------ |
| 2018-2019       | Instituto (C)    | PN              | 7          | 1          | CA              | 0               | 0               |                    | -                  | -                  |             | -           | -           | 7      | 1      |        |
| 2019-2020       | Instituto (C)    | PN              | 21         | 9          | CA              | 1               | 0               |                    | -                  | -                  |             | -           | -           | 22     | 9      |        |
| 2020            | Instituto (C)    | PN              | 8          | 2          |                 | -               | -               |                    | -                  | -                  |             | -           | -           | 8      | 2      |        |
| 2021            | Houston Dynamo   | MLS             | 9          | 0          |                 | -               | -               |                    | -                  | -                  |             | -           | -           | 9      | 0      |        |
| 2022            | Huracán          | PD              | 0          | 0          | CA+CdL          | 0+9             | 0               |                    | -                  | -                  |             | -           | -           | 9      | 0      |        |
| 2023            | Estudiantes (RC) | PN              | 38         | 8          | CA              | 3               | 0               |                    | -                  | -                  |             | -           | -           | 41     | 8      |        |
| 2024            | Atl. Tucumán     | PD              | 9          | 0          | CA+CdL          | 1+13            | 1+3             |                    | -                  | -                  |             | -           | -           | 23     | 4      |        |
| Totale carriera | Totale carriera  | Totale carriera | 92         | 20         |                 | 27              | 4               |                    | -                  | -                  |             | -           | -           | 119    | 31     |        |